# 加布勒山
47°08′28″N 12°06′48″E / 47.141111°N 12.113333°E

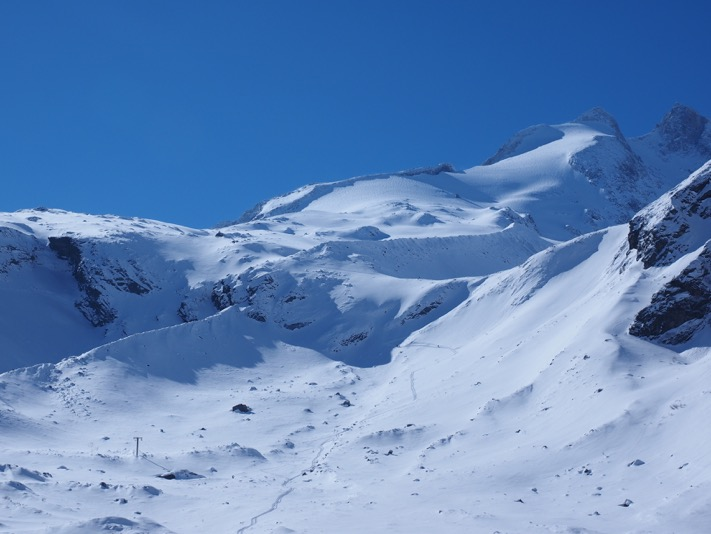

加布勒山（德語：Gabler），是奧地利的山峰，位於該國中部，由薩爾茨堡州負責管轄，屬於齊勒塔爾阿爾卑斯山脈的一部分，距離賴興峰0.2公里，海拔高度3,263米。